# 灯-TOMOSHIBI-
「灯-TOMOSHIBI-」（ともしび）は、飛蘭の楽曲。自身が作詞、中山真斗が制作を手掛けた。飛蘭の10枚目のシングルとして2011年5月25日にGloryHeavenから発売された。

## 解説
前作「螺旋、或いは聖なる欲望。」からわずか1ヶ月の連続リリース。自身初となるGloryHeavenレーベルでの発売となる。
初回限定版と通常版の2種類が発売され、前者には「灯-TOMOSHIBI-」のPVを収録したDVDが同梱されている。
表題曲の「灯-TOMOSHIBI-」は、PSP専用RPGソフト『戦場のヴァルキュリア3』をOVA化した『戦場のヴァルキュリア3 誰がための銃瘡』のオープニングテーマとして使用されている。
収録されている2曲共に飛蘭自身が作詞を担当し、カップリング曲においては前作「螺旋、或いは聖なる欲望。」と同様に作曲も行っている。
また、シングル表題曲の作詞を自身で行うのは今回が初である。

## 収録曲
（全作詞：飛蘭）
1. 灯-TOMOSHIBI- [3:54]
作曲・編曲：中山真斗（Elements Garden）
  - OVA『戦場のヴァルキュリア3 誰がための銃瘡』オープニングテーマ
2. 素晴らしい世界へ [5:31]
作曲：飛蘭、編曲：藤間仁（Elements Garden）
3. 灯-TOMOSHIBI-（off vocal）
4. 素晴らしい世界へ（off vocal）

## 収録アルバム
| 曲名             | 収録アルバム | 発売日        | 備考                  |
| ---------------- | ------------ | ------------- | --------------------- |
| 灯-TOMOSHIBI-    | 『ALIVE』    | 2011年9月21日 | 2ndオリジナルアルバム |
| 素晴らしい世界へ | 『ALIVE』    | 2011年9月21日 | 2ndオリジナルアルバム |